# Tommy DeVito
Gaetano DeVito, detto Tommy (Belleville, 19 giugno 1928 – Las Vegas, 21 settembre 2020), è stato un cantante e musicista statunitense.
Egli è noto per essere stato uno dei membri originali dei The Four Seasons e, dal 1960 al 1970, il chitarrista del gruppo. 

## Biografia
DeVito è nato a Belleville, nel New Jersey, il più giovane di nove figli in una famiglia italo-americana. 
A otto anni, ha imparato da solo a suonare la chitarra ed ha mostrato interesse per la musica country. Durante la sua adolescenza, suonava già in alcune band locali.
La carriera musicale di DeVito è iniziata nei primi anni '50 quando ha formato il gruppo "Variety Trio", assieme a suo fratello Nick DeVito e Hank Majewski; questo gruppo si è esibito sotto vari nomi e con alcuni cambi di formazione.
La band si espanse in un quartetto e cambiò il suo nome in "The Variatones", includendo 1954 il cantante solista Frankie Valli. Quando firmarono un contratto discografico con la RCA Victor, nel 1956, il quartetto formato da: Tommy DeVito, Nick DeVito, Hank Majewski e Frankie Valli si era ribattezzato "The Four Lovers". Tommy e Frankie sono rimasti gli unici membri fissi dei  The Four Lovers.
Il loro singolo di debutto fu nel 1956,  dal titolo "You're the Apple of My Eye", scritto da Otis Blackwell. Il singolo Ottenne un discreto successo che permise ai The Four Lovers di apparire al noto programma The Ed Sullivan Show nel 1956.
Tommy DeVito proseguì le sue attività musicali, riformando il gruppo. DeVito e Valli, entrarono in contatto con il tastierista e cantautore Bob Gaudio e, nel 1960, i The Four Lovers (composti da DeVito, Valli, Gaudio e Nick Massi) furono assunti come gruppo vocale per il produttore discografico Bob Crewe. tale formazione acquisì in seguito il nome di "The Four Seasons". I The Four Seasons hanno pubblicato il loro primo singolo con quel nome, "Bermuda", nel novembre 1961. Il loro singolo successivo ebbe un grande successo e, nel 1962 la composizione di Bob Gaudio "Sherry" raggiunse la vetta della Billboard Hot 100. 
A tale successo seguirono altri brani di grande popolarità e milioni di dischi venduti, oltre a numerose tournée sia americane che internazionali.
DeVito lasciò il gruppo nell'aprile 1970, prima dell'uscita dell'album Half and Half.  Egli ha sempre chiarito che non fu mai licenziato, ma era solo stanco delle troppe tournée e della vita da musicista. Joe Long, basita del gruppo all'epoca, ricorda che DeVito era stato un aspro critico del progetto del concept album del 1969 The Genuine Imitation Life Gazette. A DeVito succedette Demetri Callas (chitarrista del gruppo dal 1971 al 1973), nativo del Maryland e che successivamente sarebbe diventato un amico di DeVito.
Tommy all'epoca era stato criticato per dei presunti legami con la mafia italo-americana e, all'inizio degli anni '70 vendette tutti i propri diritti musicali e si trasferì a Las Vegas, dove abitavano altri suoi colleghi come Frank Sinatra. Dopo poco tempo, a causa di problemi con il gioco d'azzardo, Tommy perse tutto e fu costretto a tronare a svolgere lavori manuali per poter sopravvivere. Nel tempo DeVito riuscì a risistemarsi economicamente e, lavorando a progetti musicali e svolgendo l'attività di dealer, superò un momento che lui stesso descrisse come molto difficile nella sua vita.
Egli, assieme ai colleghi originali dei The Four Seasons Valli, Massi e Gaudio, è stato inserito nella Rock and Roll Hall of Fame nel 1990 e nella Vocal Group Hall of Fame nel 1999. DeVito si è ricongiunto pubblicamente con Valli e Gaudio all'apertura, nel 2005, del musical-documentario di successo Jersey Boys, opera che vinse il Tony Award e che racconta la storia dei primi anni del gruppo. Il musical è stato successivamente adattato a un lungometraggio del 2014 diretto da Clint Eastwood e intitolato Jersey Boys.

### Morte
DeVito è morto a Las Vegas, il 21 settembre 2020, all'età di 92 anni. La sua morte è stata annunciata su Facebook dal suo amico, l'attore Alfred Nittoli, che ha dichiarato che DeVito era stato recentemente ricoverato in ospedale dopo aver contratto il COVID-19 in mezzo alla pandemia di COVID-19 in Nevada.

## Vita privata
Egli si è sposato due volte, dal primo matrimonio ha avuto due figli mentre dal secondo, con Edda DeVito, ha avuto una figlia.
Tommy DeVito era molto legato alla sua fede cattolica, con la quale è stato cresciuto da piccolo, e alle sue origini italiane tanto che molti dei suoi amici, come l'attore Joe Pesci, erano anch'essi di origine italiana.